# Cyrtoneurina walkeri
Cyrtoneurina walkeri är en tvåvingeart som beskrevs av Adrian C. Pont 1972. Cyrtoneurina walkeri ingår i släktet Cyrtoneurina och familjen husflugor. Inga underarter finns listade i Catalogue of Life.